# Maximalinvariante Statistik
Eine maximalinvariante Statistik ist eine spezielle Abbildung in der mathematischen Statistik. Maximalinvariante Statistiken spielen eine wichtige Rolle bei der Reduktion durch Invarianz und der Konstruktion von optimalen invarianten Schätzern.

## Definition
Gegeben sei eine (multiplikativ geschriebene) Gruppe {\displaystyle ({\mathcal {G}},\cdot )} sowie eine Menge
{\displaystyle {\mathcal {U}}=\{u_{\gamma }\mid \gamma \in {\mathcal {G}}\}}
von messbaren Transformationen auf den Messraum {\displaystyle (X,{\mathcal {A}}_{X})}. Dies bedeutet, dass 
- Jede der Funktionen

{\displaystyle u_{\gamma }\colon (X,{\mathcal {A}}_{X})\to (X,{\mathcal {A}}_{X})}
bijektiv und bimessbar ist.
- Die Abbildung

{\displaystyle \gamma \mapsto u_{\gamma }}
ist ein Gruppenhomomorphismus von {\displaystyle ({\mathcal {G}},\cdot )} nach {\displaystyle {\mathcal {U}}}, versehen mit der Komposition von Funktionen {\displaystyle \circ }. Für alle {\displaystyle \gamma _{1},\gamma _{2}\in {\mathcal {G}}} und alle {\displaystyle x\in X} gilt also
{\displaystyle u_{\gamma _{1}}(u_{\gamma _{1}}(x))=u_{\gamma _{1}\cdot \gamma _{2}}(x)}.
Sei {\displaystyle (Y,{\mathcal {A}}_{Y})} ein weiterer Messraum. Dann heißt eine messbare Funktion
{\displaystyle T\colon (X,{\mathcal {A}}_{X})\to (Y,{\mathcal {A}}_{Y})}
eine maximalinvariante Statistik, wenn gilt:
- {\displaystyle T} ist invariant, das heißt, es gilt {\displaystyle T(u_{\gamma }(x))=T(x)} für alle {\displaystyle x\in X} und alle {\displaystyle \gamma \in {\mathcal {G}}} (bzw. alle {\displaystyle u_{\gamma }\in {\mathcal {U}}}).
- Sind {\displaystyle x_{1},x_{2}\in X}, so dass {\displaystyle T(x_{1})=T(x_{2})} gilt, so existiert ein {\displaystyle \gamma \in {\mathcal {G}}} (bzw. ein {\displaystyle u_{\gamma }\in {\mathcal {U}}}), so dass {\displaystyle x_{1}=u_{\gamma }(x_{2})} ist.

## Beispiel
Betrachte als Beispiel {\displaystyle (X,{\mathcal {A}}_{X})=(\mathbb {R} ^{n},{\mathcal {B}}(\mathbb {R} ^{n}))} und {\displaystyle (Y,{\mathcal {A}}_{Y})=(\mathbb {R} ,{\mathcal {B}}(\mathbb {R} ))}. Die Gruppe {\displaystyle {\mathcal {G}}} seien die reellen Zahlen {\displaystyle \mathbb {R} }, versehen mit der Addition {\displaystyle +} als Verknüpfung. Für {\displaystyle \gamma \in \mathbb {R} } definiere die bijektive, bimessbare Abbildung
{\displaystyle u_{\gamma }(x)=x+\gamma \mathbf {1} }.
Hierbei bezeichnet {\displaystyle \mathbf {1} } den Einsvektor. Die Abbildung {\displaystyle u_{\gamma }} verschiebt also jeden Vektor {\displaystyle x} um {\displaystyle \gamma } entlang der Diagonalen.
Bezeichnet man mit {\displaystyle {\overline {x}}} das arithmetische Mittel des Vektors {\displaystyle x}, so ist eine maximalinvariante Statistik gegeben durch
{\displaystyle T(x)=x-{\overline {x}}\cdot \mathbf {1} }.
Denn das arithmetische Mittel ist verschiebungsäquivariant, erfüllt also
{\displaystyle {\overline {x+\gamma \mathbf {1} }}={\overline {x}}+\gamma },
woraus sich
{\displaystyle T(u_{\gamma }(x))=T(x+\gamma \mathbf {1} )=x+\gamma \mathbf {1} -({\overline {x}}+\gamma )\mathbf {1} =x-{\overline {x}}\cdot \mathbf {1} =T(x)}
ergibt. Also ist {\displaystyle T} invariant. Gilt nun {\displaystyle T(x_{1})=T(x_{2})}, so ist
{\displaystyle x_{1}-{\overline {x}}_{1}\cdot \mathbf {1} =x_{2}-{\overline {x}}_{2}\cdot \mathbf {1} },
woraus sich
{\displaystyle x_{1}=x_{2}+({\overline {x}}_{1}-{\overline {x}}_{2})\mathbf {1} }
ergibt. Dies entspricht genau einer Verschiebung von {\displaystyle x_{2}} um {\displaystyle {\tilde {\gamma }}=({\overline {x}}_{1}-{\overline {x}}_{2})} entlang der Diagonalen. Somit gilt {\displaystyle x_{1}=u_{\tilde {\gamma }}(x_{2})}. Also ist {\displaystyle T} maximalinvariant.

## Eigenschaften

### Verhalten auf Orbits
Bezeichne
{\displaystyle {\mathcal {O}}_{x^{*}}:=\{x\in X\mid {\text{ es existiert ein }}\gamma \in {\mathcal {G}},{\text{ so dass }}u_{\gamma }(x^{*})=x\}}
den Orbit von {\displaystyle x^{*}}, also die Menge aller Elemente, die aus {\displaystyle x^{*}} durch Gruppenoperationen hervorgeht. Dann bedeutet die Invarianz von {\displaystyle T}, dass {\displaystyle T} auf einem gegebenen Orbit konstant ist. Sind also {\displaystyle x_{1},x_{2}\in {\mathcal {O}}_{x^{*}}}, so ist {\displaystyle T(x_{1})=T(x_{2})=T(x^{*})}.
Umgekehrt bedeutet das zweite Kriterium in der Definition, dass die Orbits eindeutig durch die Funktionswerte von {\displaystyle T} identifiziert werden können. Die Niveaumengen von T
{\displaystyle {\mathcal {N}}_{y}=\{x\in X\mid T(x)=y\}}
sind also eindeutig bestimmte Orbits (oder leer).

### Erzeugung invarianter Statistiken
Maximalinvariante Statistiken sind in dem Sinne maximal, als dass sie alle weiteren invarianten Statistiken erzeugen. Konkret bedeutet dies, dass wenn
{\displaystyle T\colon (X,{\mathcal {A}}_{X})\to (Y,{\mathcal {A}}_{Y})}
eine maximalinvariante Statistik ist und
{\displaystyle S\colon (X,{\mathcal {A}}_{X})\to (Z,{\mathcal {A}}_{Z})}
eine invariante Statistik, so existiert eine Funktion
{\displaystyle h\colon Y\to Z},
für die
{\displaystyle S=h(T)}
gilt. Jede invariante Statistik ist somit die Komposition einer maximalinvarianten Statistik und einer weiteren Funktion {\displaystyle h}. Die Funktion {\displaystyle h} ist im Allgemeinen jedoch nicht messbar.